# عبد العزيز قابيل
اللواء محمد عبد العزيز قابيل (14 مارس 1927 - 11 أكتوبر 2023)، كان قائد الفرقة الرابعة المدرعة أثناء حرب أكتوبر، وترقى إلى رتبة اللواء، وعين قائدا للمنطقة الغربية العسكرية ثم الملحق الحربي في واشنطن بالولايات المتحدة الأمريكية، حتى أنهى حياته العسكرية عام 1984، وكان قد حصل على وسام نجمة الشرف العسكرية «أعلى وسام عسكري» وشغل منصب عميد الملحقين العسكريين في العالم.
اللواء عبد العزيز قابيل هو أيضا لاعب كرة القدم في نادي الزمالك في الخمسينيات، وقد شغل مناصب مدير عام نادي الزمالك ووكيلا للنادي في الثمانينيات، وعين عضوا بمجلس إدارة الاتحاد المصري لكرة القدم ثم نائبا لرئيس اتحاد الكرة عام 2000.

## نبذة عن حياته
- ولد محمد عبد العزيز قابيل في 14 مارس 1927 بقرية العزيزية، الشرقية مركز منيا القمح بمحافظة الشرقية، التحق بمدرسة الزقازيق الثانوية وشارك مع فريقها في دوري المدارس الثانوية لكرة القدم إلى أن انتقلت أسرته إلي القاهرة.

## حياته العسكرية
- بعد حصوله على التوجيهية «الثانوية العامة» من مدرسة حلوان الثانوية كان يلعب كرة القدم بالنادي الأهلي ثم طلبه محمد حيدر باشا وزير الدفاع ورئيس نادي فاروق «الزمالك» عام 1948 وطلب منه تحويل أوراقه إلى الكلية الحربية الملكية والتوقيع لنادي الزمالك فوافق على الفور.

تخرج عبد العزيز قابيل من الكلية الحربية في 11 فبراير 1950، وانضم إلى سلاح الفرسان «المدرعات».

## تاريخه الرياضي
اللواء قابيل له تاريخ حافل في المجال الرياضي والعسكري فقد لعب في الفريق الأول لنادى الزمالك عام 1948 وزامل جيل من العمالقة والذي ضم وقتها حنفي بسطان ونور الدالي ويحيى إمام وعبد الكريم صقر ومن بعدهم عصام بهيج وعلاء الحامولي وانضم في عام 1952 لصفوف منتخب مصر. وظل يمثل مصر أوليمبيا ودوليا في لعبة كرة القدم حتى عام 1954 حيث لعب للمنتخب القومي والعسكري من عام 1951 حتى عام 1954 وكان أحد نجوم الفريق القومي الذين مثلوا مصر في دورة الألعاب الأوليمبية بهلسنكي عام 1952 وكان برتبة اليوزباشي «نقيب» حاليا.

## اعتزاله الرياضة وتفرغه للحياة العسكرية
- في عام 1954 قرر اللواء عبد العزيز قابيل التفرغ لعمله العسكري وأعلن اعتزاله لكرة القدم في عام 1954 وانتقل إلى وحدة مدرعة ليبدأ بها المشوار العسكري الجدي.
- في العدوان الثلاثي عام 1956 كان يقود أورطة مدرعة في آلاي مدرع من المجموعة الأولي المدرعة بقيادة القائم مقام طلعت حسن علي الشقيق الأكبر للسيد كمال حسن علي رئيس الوزراء فيما بعد، وفي عام 1958 وبعد تخرجه من الكلية الحربية بثمانية أعوام حصل على ماجستير العلوم العسكرية. وفي عام 1961 تخرج من كلية القادة والأركان المصرية، ويعتبر هذا إنجازا كبيرا جدا لشخص رياضي وكان إيذانا بموهبة عسكرية مخلصة وفذة.
- في حرب 1967 كان يقود كتيبة دبابات في اللواء الثالث المدرع من الفرقة الرابعة المدرعة، وفي عام 1969 قاد اللواء 22 مدرع وأنهي تدريبه وأصبح جاهزا للاشتراك في حرب متى تحدد موعد ها.
- تدرج في المناصب حتى وصل إلى قائد الفرقة الرابعة المدرعة في حرب أكتوبر عام 1973 وأشاد به الرئيس الراحل أنور السادات في كتاب «البحث عن الذات» خاصة وأن قابيل كان له دور مميز ورائع في أحداث الثغرة.

## حرب أكتوبر 1973
- مع الإستعداد لحرب أكتوبر تولى اللواء قابيل مسئولية قيادة الفرقة الرابعة المدرعة عام 1971، وظل قائدا لها حتى عام1975، وهذه الفرقة منذ إنشائها تعتبر درة القوات المسلحة المصرية تدريبا وانضباطا وأعلى قمة في الروح المعنوية، حتى أن الرئيس أنور السادات قد زار الفرقة الرابعة عام 1971 ليعطي تقريرا للقوات المسلحة المصرية من خلال الفرقة الرابعة، وأيضا عام 1972 زار المشير أحمد إسماعيل الفرقة الرابعة المدرعة ليقدم نفسه قائدا عاما لها من خلال الفرقة.

### دورالفرقة الرابعة المدرعةفي حرب أكتوبر 1973
كان للفرقة الرابعة المدرعة دور حيوي ورئيسي في حرب أكتوبر، فقد قامت الفرقة بتأمين عبور فرق المشاة بواسطة مدفعياتها ودباباتها ووسائل دفاعها الجوي والتأمين الإداري والفني. كذلك قامت بتأمين النطاق الخلفي للجيش الثالث الميداني، علاوة على إرسال قوات الي مدينة السويس لتدمير النقط القوية التي لم تكن قد استسلمت بعد. ظلت هذه القوات بمدينة السويس وقاتلت قوات العدو الإسرائيلي الذي حاول دخول المدينة يوم 24 أكتوبر 1973. وفي يوم 14 أكتوبر دفع اللواء الثالث المدرع من الفرقة الي شرق القناة ووصل الي ممر متلا في أبعد نقطة وصل إليها جندي مصري.

#### دور الفرقة الرابعة المدرعةوثغرة الدفرسوار
لا يمكن لأي مؤرخ عسكري أو سياسي أن يتعرض لتحليل حرب أكتوبر دون أن يتوقف طويلا أمام أعمال الفرقة الرابعة المدرعة التي أنجزت أعمالها القتالية دون سابق تجهيز وتحركت وحدها في مواجهة ثلاث فرق مدرعة إسرائيلية كان هدفها إحداث فوضي غرب القناة لتؤثر على نجاح القوات المصرية التي عبرت قناة السويس.

#### تكليف الرئيس السادات للفرقة الرابعة المدرعة
قام القائد الأعلى للقوات المسلحة «الرئيس السادات» بتكليف الفرقة الرابعة مهمة مواجهة القوات الإسرائيلية غرب القناة، وكتب في كتابه «البحث عن الذات صفحة 349»:
- فأعطيت الأمر الذي أعتبره أهم من قرار 6 أكتوبر بأن لا ينسحب جندي واحد ولا بندقية واحدة من شرق القناة، وأن علينا أن نتعامل مع الغرب حسب الأوضاع الموجودة، ثم بدأت أتصل بنفسي مع الفرقة المدرعة في الغرب «الفرقة الرابعة» وكان يقودها ضابط إسمه «قابيل» وهو بطل من أبطال أكتوبر،

ومع نجاح الفرقة في أعمالها القتالية غرب القناة، قال الرئيس السادات أيضا في كتابه «البحث عن الذات»:
- ولن أنسى هنا موقف الضابط قابيل لأنه وقف يناور بفرقة مدرعة واحدة في مسافة بين السويس والإسماعيلية تحتاج لثلاث فرق من الشمال إلى الجنوب حتى يثبت الإسرائيليين في الجيب.

وكان الرئيس السادات قد قام بدعم الفرقة الرابعة بعناصر من قوات الحرس الجمهوري وكذلك باللواء التاسع المدرع الجزائري فأصبحت الجبهة قوية متزنة ومستعدة.

#### المشير الجمسي يكتب عن دور الفرقة الرابعة
وقد كتب المشير عبد الغني الجمسي أيضا عن دور الفرقة الرابعة المدرعة في مواجهة القوات الإسرائيلية في معركة الدفرسوار غرب القناة، يقول:
وكان الرئيس السادات يتابع الموقف خلال فترة القتال غرب القناة وحضر إلى مركز العمليات أكثر من مرة واستمر معنا وقتا طويلا، وقد كنت على اتصال مباشر مع العميد -وقتها- عبد العزيز قابيل قائد الفرقة لمتابعة الموقف.
ويضيف المشير الجمسي في كتابه: "أن الرئيس السادات لم ينس موقف قابيل وفرقته في المواقف الصعبة، وأنه عدّل بنفسه الوسام الذي يمنح له ليكون وسام نجمة الشرف العسكرية، هذا علاوة على منح علم الفرقة وسام الجمهورية من الطبقة الأولي".

## التأهيل العسكري بعد الحرب
- استمرارا للتأهيل العسكري للواء عبد العزيز قابيل بعد حرب أكتوبر، التحق قابيل بأكاديمية ناصر العسكرية العليا عام 1976، وتخرج منها ليتسلم مهمة قيادة المنطقة الغربية العسكرية من عام 1977 الي عام 1980.
- في عام 1976 تولى اللواء قابيل منصب قائد للمنطقة الغربية العسكرية.
- اختاره الرئيس السادات ليتولى منصب الملحق العسكري لمصر في واشنطن خلفا للواء محمد عبد الحليم أبو غزالة، وذلك من عام 1980 إلى عام 1983.
- شغل منصب عميد الملحقين العسكريين في العالم في عامي 1982 و1983، وقد نال من الرئيس الأمريكي ريجان وسام الجدارة الأمريكي تقديرا لعمله في هذه الفترة.
- بعد عودته الي مصر من الولايات المتحدة الأمريكية كلف بتأسيس ورئاسة مركز الدراسات الإستراتيجية العسكرية بمدينة نصر وأنهى خدمته العسكرية بهذا التكليف في يوليو من عام 1984.

## عودته الي المشوار الرياضي
- بعد أن أدي اللواء قابيل دوره العسكري على أكمل وجه، طلبه نادي الزمالك مرة أخرى ليعود الي خدمته، ومنذ عام 1984 تقلد في نادي الزمالك المناصب التالية:

1. تم اختياره كعضو مجلس إدارة نادى الزمالك في أكثر من دورة
2. مديرا عاما للنادي من عام 1984 إلى 1987، ومن عام 1992 الي 1995
3. انتخب وكيلا للنادي عام 1988 ثم عمل مشرفا لفريق كرة القدم الأول في موسم 90/1991
4. وفي أعوام من 1994 الي 1996 عين عضوا بمجلس إدارة الإتحاد المصري لكرة القدم ثم عقب مأساة كوماسي الشهيرة واستقالة المهندس حسن عامر وجلال إبراهيم تم اختياره وكيلا للنادي ووكيلا للنادي مرة أخرى في عام 1996
5. عين نائبا لرئيس الإتحاد المصري لكرة القدم في الفترة من يوليو إلى أكتوبر 2000، وكان مكلفا بالإشراف العام على مشروع البراعم واكتشاف الموهوبين بالاتحاد المصري لكرة القدم.

## قصته مع الكرة
بدأت قصة قابيل مع الزمالك عام 1948 عند انطلاق أول مسابقة للدوري العام في مصر.. في ذلك الوقت كان الصبى الزملكاوي يلعب في أشبال النادي الأهلي. وفي إحدى المباريات شاهده محمد حسن حلمي وأعجب بمستواه ونقل إعجابه لمحمد حيدر باشا الذي كان رئيسا لنادي الزمالك في ذلك الحين وقام حيدر باشا باستدعاء قابيل الذي لبى الدعوة وذهب لمقابلة الباشا تلبية لرغبته، ولم يكن في مقدور قابيل أو غيره الرفض خاصة أنه كان ميالا للزمالك.. وبالفعل ترك الأهلي ووقع للزمالك وطلب منه حيدر باشا الالتحاق بالكلية الحربية دون أن يقلق من أي شيء.. ونفذ قابيل مطلبه.. وكانت أسرته آخر من يعلم بهذا التحول الكبير في مستقبله الدراسي.
لعب عبد العزيز قابيل للفريق الأول للزمالك في نفس العام الذي انتقل فيه من الأهلي للزمالك.. وقضي مع الفانلة البيضاء 7 سنوات.. وللأسف طارده شعور بأن الكرة من الممكن أن تدمر مستقبله العسكري الذي كان حريصا عليه.. كما أن الأوساط العسكرية كانت تطلق على الضابط الذي يمارس الكرة في أي ناد لقب ضابط كرة وهي تريقة مغلفة وفي عام 1954 ذهب قابيل للفريق عبد العزيز مصطفي الذي كان مديرا للمدرعات في ذلك الوقت وطلب منه أن ينقلنه إلي مكان بعيد عن القاهرة وبالفعل ذهب إلي السويس واكتفي بما قدمه للفريق الأول بالنادي على مدار الفترة من عام 1948 إلي عام 1954
ومن ذكريات قابيل مع كرة القدم والتي لا ينساها مطلقا في عام 1952 نهائي كأس مصر بعد أن فاز الزمالك على الأهلي بهدفين نظيفين وكانت مكافأة الكأس هي رحلة إلي سوريا ولبنان.. مكافأة الفوز في المباريات في عصر قابيل كانت تتراوح بين 25 إلي 50 قرشا ورغم بساطة المبلغ كان اللاعبون يسعدون به لأنه كان يحمل قيمة كبيرة بالنسبة لهم.. أما أكبر مبلغ حصل عليه قابيل من نادي الزمالك فكان 200 جنيه.. وكان ذلك عام 1952 بعد عودة موسم الاستقالات.. ففي هذا العام حاول مسئولو الأهلي إعادته إلي الفريق من جديد.. وكلمه الراحل مختار التتش في هذا الموضوع فرفض وعندما علم الزمالك بهذه المحاولات منح قابيل200 جنيه تقديرا لوفائه وحصل على نصف المبلغ مرة واحدة والنصف الآخر على 10 شيكات صرفها على مدار 10 أشهر.
ضم جيل عبد العزيز قابيل أسماء لامعة وعناصر متميزة مثل عصام بهيج وعلاء الحامولي ونور الدالي وشريف الفار وعلي شرف. وقد عاصر لفترة وجيزة بعض العناصر الرائعة من الجيل الذي سبق جيله وفي مقدمة هذه العناصر الحارس العملاق يحيى إمام جد حازم إمام وزقلط وعمر شندي وجلال قريطم وحنفي بسطان.
لقابيل وجهة نظر شهيرة حيث يؤكد دائما انه من الظلم أن ننسب الفضل الأكبر في شعبية الزمالك الجارفة إلي جيل الستينات.. ورغم اقتناعه شخصيا بأن هذا الجيل ضم عناصر موهوبة مثل حمادة إمام ويكن ورفعت وأبو رجيلة وأحمد مصطفى وغيرهم.. فإن عطاءهم يعتبر حلقة في سلسلة متعددة الحلقات.. فقد سبقهم أجيال حفلت بأسماء لامعة.. ولا يستطيع أحد أن ينكر الدور الكبير الذي لعبه الراحل حسين حجازي في زيادة شعبية الزمالك في الأربعينات.. لإن هذا النجم الأسطورة هو أول من جذب الجماهير لنادي الزمالك الذي كان يطلق عليه (المختلط) في ذلك الحين.

## وفاته
توفي اللواء عبد العزيز قابيل في ساعة متأخرة من يوم الأربعاء 11 أكتوبر 2023.